# Mordella batteni
Mordella batteni es una especie de coleóptero de la familia Mordellidae.

## Distribución geográfica
Habita en España.